# La scuola senza pudore
La scuola senza pudore (ハレンチ学園?, Harenchi gakuen) è un franchising multimediale giapponese e uno dei primi manga scritti e disegnati da Gō Nagai, pubblicato per la prima volta sulla rivista Weekly Shōnen Jump nel 1968. La serie è stata inoltre il primo grande successo per l'autore; considerato come il primo manga erotico moderno, a volte addirittura il primo hentai manga (o per meglio dire ecchi), anche se non vengono mai descritte scene sessuali esplicite.
La violenza, le scene di nudo e l'umorismo amaro della trama diedero vita alla prima controversia tra Nagai e l'Associazione Genitori e Insegnanti giapponese (PTA), suscitando un'ondata di critiche e proteste che, dopo quattro anni di pubblicazione, raggiunsero una tale intensità da convincere l'editore a bloccare la serie. Da quel momento, quasi tutti i manga e gli anime cominciarono a presentare qualche scena più o meno spiccatamente erotica al loro interno.
Nel 1994, 2003 e 2007 ne sono stati prodotti 3 seguiti manga; più ben 5 film live action tra il 1970 e il 1996, un telefilm in 26 episodi nel 1970-71 ed infine un OAV nel 1996.

## Personaggi
Yasohachi YamagishiIl violento, ma puro di cuore protagonista della storia, è un boss della malavita nonostante la sua ancor giovane età; è figlio di un macellaio.
Mitsuko YagyuLa bella discendente di una nobile famiglia ninja ed eroina femminile.
FukurokojiUn subordinato di Yasohachi, suo fedele e appassionato servitore.
Sayuri YoshinagaSembra un uomo primitivo, un cavernicolo appena uscito dalla grotta, sfoggia una folta barba e indossa una pelle di tigre; soprannominato Godzilla.

## Live action

### Cast Film 1970
- Miyuki Kojima - Mitsuko Yagyu
- Shunji Fujimura - Hige Godzilla
- Jo Shishido - Macaroni
- Hosei Komatsu - Marugoshi
- Toru Yuri
- Bokuzen Hidari
- Osami Nabe
- Midori Utsumi

### Cast diHarenchi gakuen: Shintai kensa no maki(film 1970)
- Miyuki Kojima - Mitsuko Yagyu
- Shigeo Takamatsu - Hige Godzilla
- Jo Shishido - Macaroni
- Konpei Hayashiya - Marukasa
- Hiroshi Kondo - Marukoshi
- Masahiro Oyake - Yasohachi Yamagishi
- Ruriko Ito - Keiko Yoda
- Bokuzen Hidari - Jinbei
- Jun Otani - Fukurokoji
- Ichiro Attack - Kazama
- Midori Hoshino - Ayuko
- Hiroko Masuda - Hiroko
- Akemi Kurata - Akemi
- Kacho Tsukitei - Kacho Tsukitei
- Anne Mari - Sister Antoine
- Kazuko Miyagawa - Sister Emily
- Osami Nabe - Tadanori Yagyu
- Hyoei Enoki - Katsuko Yagyu
- Toyoko Takeche - Yayoi Yagyu
- Kin Ishii - Daihachi Yamagishi
- Kyoko Kozakura - Hana Yamagishi
- Hiroko Ikeda - Mami Yamagishi

### Cast diHarenchi gakuen: Tackle kiss no maki(film 1970)
- Miyuki Kojima - Mitsuko Yagyu
- Shinji Maki - Hige Godzilla
- Jo Shishido - Macaroni
- Bonta Seshi - Marukoshi
- Taro Tairabon - Marukasa
- Hiroshi Chiba - Yasohachi Yamagishi
- Kishiro Kawakami - Munenari Yagyu
- Toyoko Takeche - Yayoi Yagyu
- Hyoei Enoki - Katsuko Yagyu
- Akira Oizumi - Tadanori Yagyu
- Jun Otani
- Bokuzen Hidari - Jinbei
- Keisuke Otori - Kyota
- Utako Kyo - Torako

### Cast diHarenchi gakuen(serie televisiva 1970-71)
- Miyuki Kojima - Jubei (Mitsuko Yagyu)
- Shiro Otsuji - Hige Godzilla (Yurio Yoshinaga)
- Shobun Inoue - Marugoshi sensei (Matagoro Araki)
- Eiji Go - Macaroni sensei
- Kokan Katsura - Parasol sensei (Marudan Marukasa)
- Bokuzen Hidari - Yomuin Jinbe
- Fumihiko Kobayashi - Yasohachi Yamagishi

### Cast diShin Harenchi gakuen(film 1971)
- Yayoi Watanabe - Jubei Yagyu
- Shigeo Takamatsu - Hige Godzilla
- Jo Shishido - Gebageba
- Eric H. Eric - Silkhat
- Katsuwo Umino - Kotaro
- Straight Combi - arufata
- Akira Oizumi - Shungiku
- Hiroshi Chiba - Yasohachi Yamagishi
- Machiko Nakajima - Mami
- Jun Otani - Ikidomari
- Ichiro Attack - Fusen
- Chieko Harada - Tomoko
- Tomoko Aki - Yoshiko
- Hiroko Masuda - Hatsugo
- Bokuzen Hidari - Jinbei
- Susumu Abe - Kabagon
- Toyo Fukuda - Hana
- Kensuke Tamai - Haitatsu Yubin

### Cast diHeisei Harenchi gakuen(film 1996)
- Senna Matsuda - Little Jubei
- Yoshiyuki Yamaguchi - Yasohachi Yamagishi
- Rika Harada - Jubei
- Sugisaku Imagawa - Koji Fukuro
- Kei Mizutani - Sexy Hygiene sensei
- Nobuyoshi Kuwano - Hige Godzilla
- Daijiro Harada - caposezione dell'ufficio istruzione del consiglio dei ministri
- Moe Ishikawa
- Natsuko Tohno